# Golden Skans
Golden Skans је песма коју је 22. јануара 2007. године издао лондонски њу рејв бенд, Клаксонс. Достигла је 16. место на британској листи синглова на основу преузимања са интернета 14. јануара (две недеље пре издања компакт-диска), попела се на 14. место следеће недеље, а онда достигла 7. место након издања сингла. Ова песма је узета са првог албума бенда, Myths of the Near Future, који је издат 29. јануара 2007. године.

## Списак песама
- CD RINSE002CD
- 7" 1 RINSE002S
- 7" 2 RINSE002SX
- 12" RINSE002T (издат 29. јануара 2007)